# Alberto Carnero
Alberto Carnero Fernández (Madrid, 31 de diciembre de 1962) es un diplomático español. Es cónsul general de España en Pau (desde 2022).

## Biografía
Carnero se licenció en Derecho e ingresó en 1988 en la carrera diplomática. Ha estado destinado en las representaciones diplomáticas españolas en Liberia, Filipinas , Alemania y Austria. Fue vocal asesor en el Gabinete de la Presidencia del Gobierno, director general de Política Exterior para Iberoamérica, director del Departamento Internacional y Seguridad del Presidente del Gobierno y vocal asesor en el gabinete técnico del subsecretario de Asuntos Exteriores. Desde enero de 2012 hasta mayo de 2013 ocupó el cargo de director del Gabinete del ministro de Asuntos Exteriores y de Cooperación, José Manuel García-Margallo. Fue también director del Área Internacional de la Fundación para el Análisis y los Estudios Sociales (FAES), think tank próximo al Partido Popular (PP).
En enero de 2025 fue ascendido a la categoría de Ministro Plenipotenciario de primera clase.

## Incidente con Evo Morales
Carnero saltó a los medios cuando en 2013 el avión del presidente boliviano Evo Morales fue retenido en Viena y, en la madrugada del 3 de julio, Carnero acudió al aeropuerto y habría sugerido al presidente tomar un café en su avión. El gobierno boliviano acusó luego al embajador de intentar un subterfugio para, supuestamente, poder revisar que en él aparato no se encontrase Edward Snowden, un exanalista de la CIA y la NSA perseguido por la justicia norteamericana. El presidente boliviano insistió en que no habría accedido a esa petición «por una cuestión de dignidad».

No se lo podía permitir. Primero, no soy ningún delincuente. Y segundo, ustedes saben, por normas internacionales, que un avión oficial, el presidente, tienen inmunidad y es inviolable. No soy ningún delincuente. Tengo la obligación de defender la dignidad y la soberanía de mi puesto. No es una ofensa al presidente sino a todo un pueblo, a toda una región como Latinoamérica.
Evo Morales.

El ministerio de Exteriores español confirmó la frase del café, pero negó que ello tuviera las intenciones apuntadas por Morales, para finalmente disculparse por el desacierto de sus procedimientos.